# Safran Helicopter Engines
Safran Helicopter Engines, anciennement Turboméca, est un fabricant français de turbines dont le siège est situé depuis 1942 à Bordes dans les Pyrénées-Atlantiques.
Ses moteurs équipent des hélicoptères (turbomoteurs), des avions (turbopropulseurs et turboréacteurs), des chars (turbocompresseurs), des missiles (turboréacteurs à Bordes et via sa filiale Safran Power Units basée à Toulouse) et ont propulsé également les ETG et RTG de la SNCF.

## Historique

Logo de 2010 à 2016.

Turbomeca est né de la rencontre entre Joseph Szydlowski et André Planiol lors des premiers dépôts de brevets concernant les compresseurs à circulation variable (1937). Hispano-Suiza, pour équiper son moteur 12 Y drs devant équiper principalement le Morane-Saulnier MS 405 C1, commande un démonstrateur aux deux inventeurs. Afin d'exploiter cette invention, Joseph Szydlowski et André Planiol fondent Turbomeca, par l'assemblée constituante du 29 août 1938 à Paris.
Turbomeca passe rapidement de la structure artisanale à la production en série par l'effort de réarmement. Les trois premières années montrent l'évolution, dix-huit compresseurs (1938) puis 300 (1939) et enfin 1 200 (1940). L'usine de Mézières-sur-Seine est opérationnelle en juin 1940, et devant l'avancée allemande, le gouvernement prône le déménagement des usines de défense dans le sud de la France. En juin 1940, Turbomeca crée un site à Saint-Pé-de-Bigorre dans des ateliers réquisitionnés par le ministère de l'air à proximité des usines Hispano-Suiza de Tarbes où sont fabriqués les moteurs 12 Y.
Les bâtiments de Saint-Pé-de-Bigorre sont trop exigus. Turbomeca achète en 1941 un terrain à Bordes, près de Pau, et déménage entre l'automne 1941 et juin 1942. En novembre 1942, l'invasion de la zone libre oblige Joseph Szydlowski à fuir en Suisse pour échapper à l'antisémitisme (André Planiol est parti aux États-Unis en 1941 et y restera). Turbomeca passe alors d'environ 300 salariés en octobre 1942 à une cinquantaine en 1944.

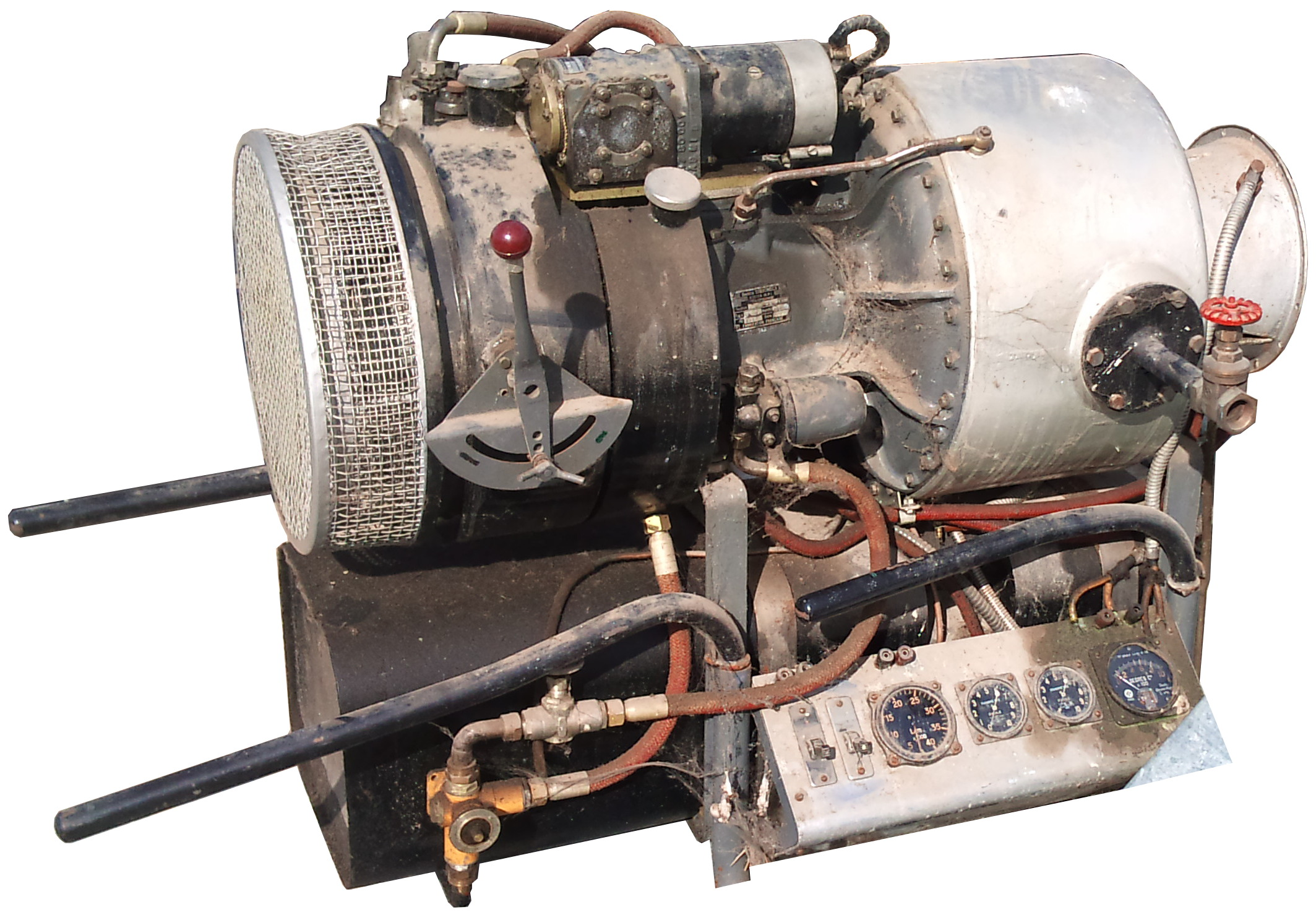
Turbine à gaz Turbomeca Pimédon.

Après la guerre pour prendre le virage de la turbine à gaz, Joseph Szydlowski va chercher, en Allemagne, chez le motoriste Daimler-Benz, l'équipe qui développait des turbines à gaz sous la direction de Friedrich Nallinger. Il crée un bureau d'études d'environ 150 personnes à Bregenz-Tannenbach, près du lac de Constance en Autriche, en zone française d'occupation. En 1947, le bureau d'étude est déplacé pour rejoindre Bordes alors qu'il travaillait sur une turbine à gaz du nom de B701 concurrent de l'ATAR 101 de Snecma. Le choix définitif de l'État français se positionne finalement sur le moteur ATAR 101 de Snecma, et le bureau d'étude d'origine allemande de Turbomeca se délite petit à petit. Mais la technologie, avec quelques ingénieurs allemands, reste.
Avant l'absorption de la firme Turboméca par le groupe Safran, une tradition maison donnait aux productions de la firme des toponymes pyrénéens (lacs et pics montagneux, principalement). Ainsi divers turbomoteurs, turbopropulseurs et turboréacteurs ont été nommés « Artouste », « Astazou », « Gabizos », « Palouste », « Piméné », etc..
En 1965, Turboméca est au 8e rang des entreprises aéronautiques françaises avec 2 110 employés, 63 560 m2 de surfaces couvertes et un chiffre d'affaires de 121 millions de francs français (179 millions d'euros valeur 2022).
Un nouvel accord qui couvre le partage des risques sur le développement et la fabrication du réacteur CF6 est signé en septembre 1971 entre General Electric et la Snecma, il est ratifié par le gouvernement français le 7 décembre 1971 et par le gouvernement américain en mai 1973. Le moteur issu de la coopération porte le nom de CFM International CFM56.[réf. souhaitée]
De 1972 à 2004, des turbines Turmo III et Turmo XII H 1 ont été adaptées pour la propulsion des rames à turbines à gaz (RTG) et ETG de la SNCF, construites par ANF Industries devenu Bombardier Transport.[réf. souhaitée]
En 2001, Turbomeca équipe l'hélicoptère S76C de l'américain Sikorsky avec le turbomoteur Arriel.[réf. souhaitée]
En 2012, Turbomeca réalise un chiffre d'affaires de 1,2 milliard d'euros.
En juin 2013, Turbomeca signe un contrat avec le concurrent américain d'Eurocopter, Bell.
En mars 2014, lors de la visite du président Xi Jinping, la Chine passe une commande de mille appareils auprès d'Airbus, ce qui assure par ricochet une commande de 120 moteurs auprès de Turbomeca. Cette commande concerne plus précisément la construction des versions chinoises de l'Airbus Helicopter (AC 352), qui sont assemblées en Chine, et dont l'équipement avec les moteurs Turbomeca est assuré par un partenaire chinois, Dong'an.
En 2015, Turbomeca franchit la barre des 100 millions d'heures de vol sur ses turbines. Ainsi, on estime qu'un appareil équipé de turbines Turbomeca décolle toutes les 9 secondes.
En 2016, toutes les sociétés du groupe prennent le nom « Safran », et Turboméca est renommé « Safran Helicopter Engines ».

## Organisation
Intégré depuis 2000 au groupe français Snecma (incorporé en 2005 dans Safran), c'est la pérennisation d'une aventure technologique entamée en 1938 par Joseph Szydlowski.
Safran Helicopter Engines est installée à Bordes (Pyrénées-Atlantiques) depuis 1942. Les installations sont réparties sur deux sites, sa rénovation aura coûté 100 millions d'euros :
- le site historique, partiellement en voie de démantèlement. Ce site compte environ 1 000 personnes ;
- le site Joseph Szydlowski, depuis 2010, inaugurée par le président de la république Nicolas Sarkozy[6]. Ce site compte environ 2 500 personnes sur une superficie de 42 000 m2 carrés[6].

Le site de Bordes produit 600 moteurs chaque année. Sa production de chaleur est assurée à 85 % par une chaudière biomasse de 3 MW, un choix technologique et écologique.
25 salariés travaillent à Uzein (Pyrénées-Atlantiques).
1 509 salariés travaillent sur le site de Tarnos dans les Landes.
300 salariés travaillent sur le site de la nouvelle usine de Buchelay (78) depuis octobre 2011 (anciennement Mézieres sur Seine).
6 000 employés en tout dans 14 établissements dans le monde, dont 900 hors de France.
La filiale Microturbo à Toulouse, à présent nommée Safran Power Units, est spécialisée dans la conception, le développement et la fabrication de turbines à gaz de petite puissance (missile, Groupe auxiliaire de puissance, etc.).

## Métiers

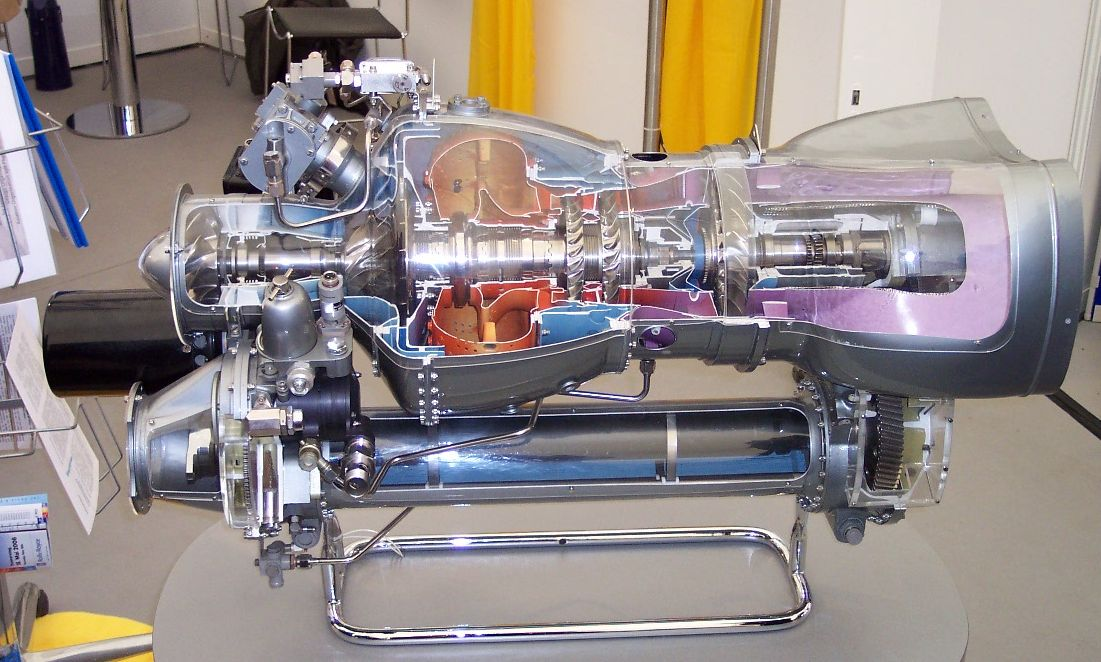
Moteur Arriel

Safran Helicopter Engines fabrique des moteurs pour des hélicoptères civils et parapublics (Samu, gardes frontières, police, etc.), et pour des hélicoptères militaires. Turbomeca conçoit, développe et produit les familles de moteurs Arrius, Arriel, TM 333, Ardiden, Makila et en collaboration les moteurs MTR390 et RTM 322. Ces moteurs représentent la dernière génération.
Concernant la première génération de turbomoteurs, Turbomeca assure toujours l'entretien et le maintien en service des familles Artouste, Astazou et Turmo.
Safran Helicopter Engines développe l’Arrano, moteur de 1 100 shp conçu pour équiper les hélicoptères de quatre à six tonnes tels le H160 d’Airbus Helicopters.
En 2012, la fabrication d'un moteur dans les usines Turbomeca prend en moyenne 100 jours.
Offrant des gammes de puissances allant de 450 à 3 000 ch, la société motorise les plus célèbres références du marché : Airbus Helicopters (Ex-Eurocopter), AgustaWestland, Bell Helicopter, Sikorsky, NHI, AVIC, Hindustan Aeronautics Ltd (HAL), Hélicoptères de Russie.
Elle assure également un service de proximité pour 2 500 clients opérateurs répartis dans 155 pays.

## Direction[8]
En mars 2024 :
- Cédric Goubet : Président
- Frédéric Bugeon[9] : Directeur Stratégie et Développement
- Valentin Safir[10],[11] : Directeur des Programmes
- Stéphane Salvignol[12] : Directeur des Opérations
- Ghislaine Doukhan[13] : Directrice générale Safran Power Units
- Olivier Savin[14] : Directeur Ventes Avionneurs
- Didier Nicoud[15] : Directeur Technique
- Mathieu Albert[16] : Directeur Support et Services
- Giuseppe Curci[17] : Secrétaire Général
- Florence Gourmanel[11],[18] : Directrice des Ressources Humaines
- Virginie Durieux[19] : Directrice Qualité et Excellence des Processus
- Bettina Frey [20]: Directrice de la Communication

## Implantations[21]
| Site           | Pays        | Type                     |
| -------------- | ----------- | ------------------------ |
| Bordes         | France      | Siège social             |
| Tarnos         | France      | Site industriel          |
| Buchelay       | France      | Site industriel          |
| Fareham        | Royaume-Uni | Site industriel          |
| Hambourg       | Allemagne   | Site industriel          |
| Grand Prairie  | États-Unis  | Site industriel          |
| Mirabel        | Canada      | Centre de support        |
| Rio de Janeiro | Brésil      | Site industriel          |
| Singapour      | Singapour   | Site industriel          |
| Beijing        | Chine       | Centre de support        |
| Tianjin        | Chine       | Centre de support        |
| Bangalore      | Inde        | Bureau de représentation |
| Tokyo          | Japon       | Bureau de représentation |
| Bankstown      | Australie   | Site industriel          |

| Tarnos Bordes Buchelay Fareham |

## Moteurs produits

### Turbomoteurs
La plupart des moteurs Turbomeca portent le nom de sommets pyrénéens.
- Turbomeca Artouste (1947)
- Turbomeca Oredon (1950)[36]
- Turbomeca Astazou (1957)
- Turbomeca Bastan (1957)
- Turbomeca Turmo (v. 1960)
- Turbomeca TM 333 (1974)
- Turbomeca Arriel (1974)
- Turbomeca Makila (1977)
- Turbomeca Arrius (1981)
- Turbomeca Ardiden (2007)
- Safran Arrano (2016)
- Safran Aneto[37],[38] (2017)

### Turboréacteurs

#### Simple flux
- Turbomeca Piméné (1949)
- Turbomeca Palas (1950)
- Turbomeca Marboré (1951)
- Turbomeca Palouste (1952)

#### Double flux
- Turbomeca Aspin (1951)

#### Turbosoufflantes à engrenages
- Turbomeca Aubisque (1961)
- Turbomeca Astafan (1969)

### Projets conjoints
- Rolls-Royce Turbomeca Adour (1968) - Projet conjoint avec Rolls-Royce
- Rolls-Royce Turbomeca RTM322 (1985) - Projet conjoint avec Rolls-Royce
- MTR MTR390 (1991) - Projet conjoint avec MTU et Rolls-Royce
- HAL/Turbomeca Shakti/Ardiden (2007) - Projet conjoint avec Hindustan Aeronautics (HAL)

### Moteurs de la filiale Microturbo/Safran Power Units
- Microturbo SG 18
- Microturbo TR 50
- Microturbo TRS 18
- Microturbo TRI 40
- Microturbo TRI 60
- Microturbo TRI 80
- Microturbo Cougar
- Microturbo Eclair
- Microturbo Lynx

## Annexe